# Anticipation adaptative
Les anticipations adaptatives sont un modèle de formation des opinions concernant un événement futur. Elles sont particulièrement utilisées dans les modèles économiques pour modéliser l'évolution du comportement des agents économiques vis-à-vis de l'inflation future.

## Concept
Les individus ont des opinions plus ou moins élaborées sur les valeurs futures des variables économiques (par exemple le taux d’inflation ou le prix du blé). Ces anticipations jouent un rôle important dans les phénomènes économiques. Par ailleurs, la formation des anticipations suit souvent un processus d’apprentissage qui peut durer un certain temps.
L’anticipation statique est le cas le plus simple. On suppose qu’on retrouve dans le futur la même valeur qu’aujourd’hui (même taux d’inflation par exemple).
Un modèle plus général est celui des anticipations adaptatives. 

## Histoire
Les anticipations adaptatives sont théorisées par Phillip Cagan dans un article de 1956. Le concept est repris par Milton Friedman et constitue l'un des fondements théoriques de l'école monétariste.

## Modèle
Soit {\displaystyle p_{t}^{a}} le prix anticipé à la période t. Les anticipations adaptatives supposent qu’une partie de l’erreur d’anticipation est corrigée pour la prochaine anticipation :
{\displaystyle p_{t+1}^{a}-p_{t}^{a}=\beta (p_{t}-p_{t}^{a})}
où {\displaystyle 0<\beta \leq 1} est le facteur de correction. Si {\displaystyle \beta =1} on a l’anticipation statique. C’est l’hypothèse faite dans le modèle de la toile d'araignée (cobweb en anglais) : le prix anticipé du porc est le prix actuel. On peut aussi écrire : 
{\displaystyle p_{t+1}^{a}=(1-\beta )p_{t}^{a}+\beta p_{t}}
Le prix anticipé en période t+1 est une moyenne pondérée du prix anticipé et du prix réalisé en période t.
On peut faire le même raisonnement pour le prix anticipé en période t et ainsi de suite. En substituant ces valeurs on obtient :
{\displaystyle p_{t+1}^{a}=\beta \sum _{i=0}^{\infty }(1-\beta )^{i}p_{t-i}}
Si {\displaystyle \beta =0.5} on trouve :
{\displaystyle p_{t+1}^{a}={\frac {1}{2}}p_{t}+{\frac {1}{4}}p_{t-1}+{\frac {1}{8}}p_{t-2}+{\frac {1}{16}}p_{t-3}+\ldots }
Il s’agit d’une moyenne mobile avec des poids géométriques.

## Critiques
Les anticipations adaptatives se basent uniquement sur l’évolution des prix dans le passé et ne tiennent pas compte de toute l’information disponible. Dans le cas de fluctuations saisonnières les anticipations adaptatives donnent des estimations biaisées. Si le prix d’une salade est de 2 € en hiver et de 1 € en été, les anticipations adaptatives donnent à long terme une valeur de 1,33 € en hiver et 1,667 € en été.
Dans une période de taux d’inflation croissants, les anticipations adaptatives sous-estiment toujours le taux d’inflation.
Si les individus connaissaient le processus stochastique comme dans le cas des anticipations rationnelles alors l’estimation ne serait pas biaisée. Supposons que le processus stochastique soit:
{\displaystyle p_{t}={\begin{cases}1&{\mbox{pour}}\quad t\leq 1\\2&{\mbox{pour}}\quad t\geq 2\end{cases}}}
On obtient les anticipations adaptatives suivantes lorsque {\displaystyle \beta =0.5}:
{\displaystyle p_{1}^{a}=1\quad ,\quad p_{2}^{a}=1\quad ,\quad p_{3}^{a}=1.5\quad ,\quad p_{4}^{a}=1.75\quad ,\quad p_{5}^{a}=1.875\ldots ,\lim _{t\to \infty }p_{t}^{a}=2}
Dans les anticipations rationnelles on suppose que l’individu connaît le processus stochastique et alors {\displaystyle p_{t}^{a}=2} pour {\displaystyle t=2,3,\ldots }. Dans ce cas les anticipations adaptatives sont une approximation de plus en plus proche des anticipations rationnelles.

## Vérifications empiriques
Les processus stochastiques économiques n’ont pas la régularité des phénomènes astronomiques. Il y a de nombreux effets qui peuvent masquer sa structure. Par exemple, une sécheresse exceptionnelle peut faire augmenter de manière inattendue le prix du blé.
En utilisant des données sur les cours des actions et les dividendes, Chow trouve que le modèle des anticipations adaptatives peut être utilisé pour représenter l’évolution de ces valeurs entre 1871 et 1986. Les opinions des consommateurs sur le taux d’inflation ou le taux de chômage peuvent aussi être analysées pour tester les anticipations. Un test effectué par Carroll, avec les sondages publiés régulièrement par l’Université du Michigan montre que les anticipations sont à mi-chemin entre les anticipations rationnelles et les anticipations adaptatives.